# 梁威林
梁威林（1911年3月—2008年5月），原名梁泽晋，男，广西博白人，中华人民共和国政治人物。

## 生平
梁威林是广西省博白县沙陂镇八壁村人。早年就读于广西师范学校，后进入日本大学政治经济学专业。1939年，任中共西江特委宣传部部长。1946年，奔赴泰国，任中共泰国工委秘书。1947年回国，担任中共广东区委委员、中共粤赣湘边区党委副书记。1949年，担任粤赣湘边纵队副政委兼东江支前司令部司令员。1951年，任中共粤东区党委宣传部部长。1953年，任广东省教育厅厅长。1959年至1978年期間，出任香港新華社社長，實質身份為港澳工委書記，為中共在香港的最高領導。1979年，任广东省人民政府副省长。1983年，任广东省政协主席兼白天鹅宾馆董事长。

## 事件
梁威林出任新華社香港分社社長時經歷文化大革命及六七暴動，被認為是在香港發起六七暴動的策動者之一。1966年，梁威林就提出香港的左派運動要「和國內文化大革命聯繫在一起」。澳門的左派團體在1966年12月的一二·三事件奪取澳門政局的主導權及將國民黨勢力驅逐出澳門後，時任新華社香港分社社長梁威林和副社長祈烽在內部會議總結澳門左派的鬥爭經驗時，聲言也要在香港「大幹一場」，要仿效澳門左派在香港奪取主政權並將國民黨勢力逐出香港，此後新華社和香港左派陣營積極捕捉發動鬥爭的機會，新華社和香港左派在1967年5月成功利用香港九龍新蒲崗的香港人造花廠工潮發起六七暴動，可是這場暴動在同年7月起演變為導致多名無辜市民傷亡的街頭炸彈襲擊浪潮，不但未能成功奪取香港主政權及驅逐國民黨出香港，反而導致中共及左派在香港盡失民心，中國總理周恩來在同年12月下令香港的左派組織停止繼續進行炸彈襲擊，這場暴動亦漸告平息。由時任香港工聯會理事長楊光兼任主任委員的鬥委會在六七暴動中雖然具有領導角色，但中共中央香港工作委員會及由梁威林出任社長的新華社香港分社卻是香港左派發起六七暴動的背後領導者。
梁威林在1996年接受訪問時否認自己為避免被揪回國批鬥，為了表忠於中共領導層而刻意在香港挑起六七暴動的說法。他表示事件是香港工人的自發抗爭，而中國國內對香港抗爭活動的支援是得到中國中央政府授意下進行，中國總理周恩來也是在北京發生火燒英國代辦處引發嚴重外交糾紛後才改變態度。梁宣稱新華社香港分社完全沒參與姚登山等極左派奪取外交部大權的行動，倒是極左派企圖利用香港局勢實現其陰謀。但他不否認，香港的反英抗暴是受到文革的極左思潮影響，不但擾亂了香港社會秩序，也干擾了中國外交政策，還令愛國陣營蒙受重大損失。對於放置炸彈等行為，他承認是受文革武鬥的影響。他認為廣大香港同胞都是愛國的，至於運動中出現的問題應由「中央工委」負責。不過梁威林的說法並不為當年的鬥委會參與者所接受，2015年5月鬥委會主任楊光逝世，當年是鬥委會成員之一的吳康民聲稱楊光雖為鬥委會領導，卻沒有決策權，凡事都要聽命新華社，吳康民形容楊光只不過是香港新華社的傀儡，吳還稱香港新華社為求自保，迎合四人幫，遂成立鬥委會，對於六七暴動發生多起炸彈襲擊及縱火導致多人死亡的暴行，新華社並非沒有責任。